# Amellau

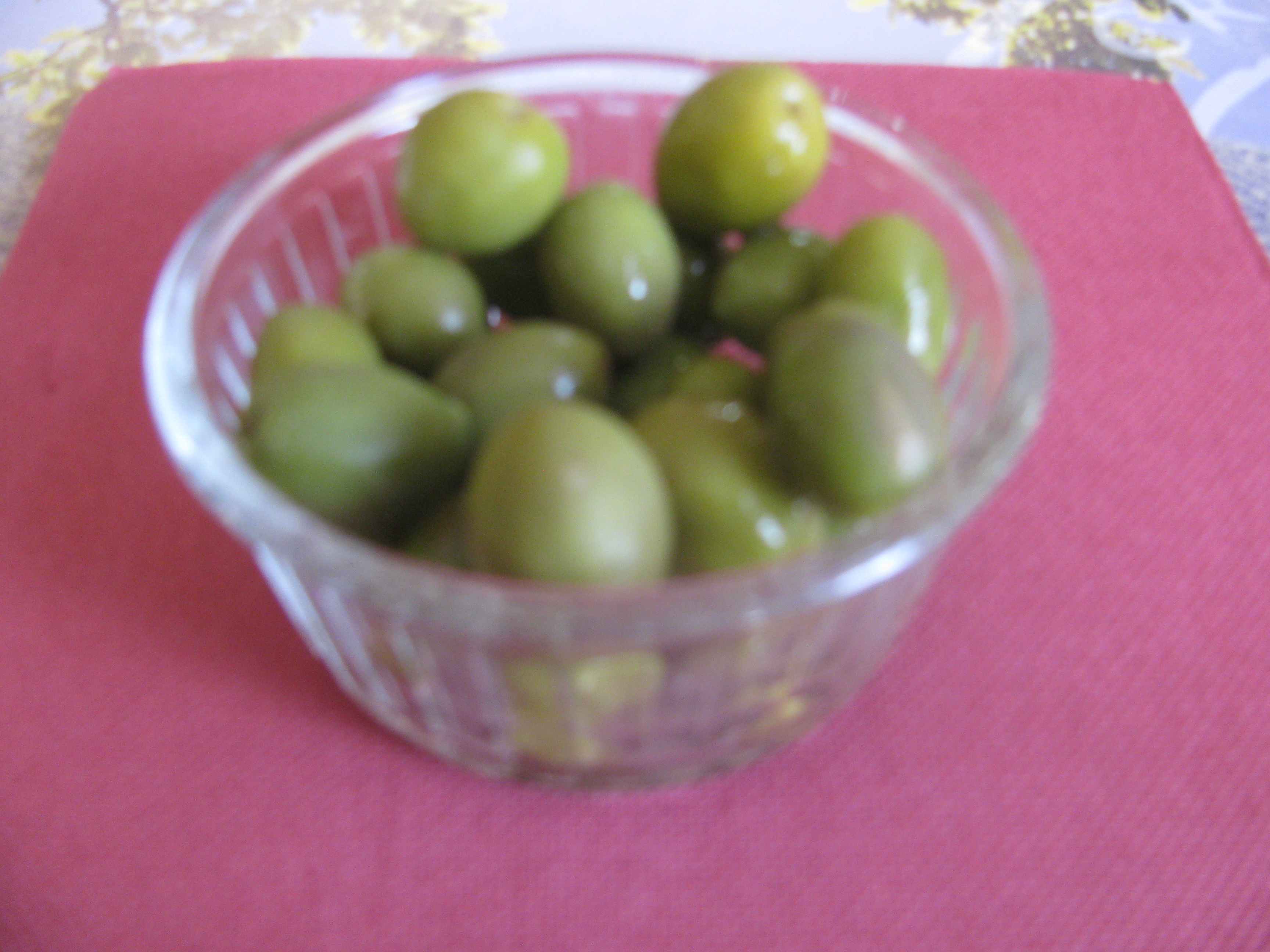
Amellau.

L’Amellau est une variété d'olive française originaire du département de l'Hérault. La forme bosselée de son fruit rappelle celle d'une amande d'où son nom dérivé de la langue d'oc.

## Origine
On situe l'origine de cette variété dans le département de l'Hérault. Sa culture s'est étendue au Gard et aux Pyrénées-Orientales.

## Synonymes
- Amandier
- Amellenque

## Identification variètale
- Port : l'arbre a un port étalé.
- Feuilles : les feuilles ont une longueur et une largeur moyennes, elles sont elliptiques lancéolées, légèrement en gouttière, la face supérieure est mate.
- Fruit : l'olive a une forme ovoïde, légèrement asymétrique, sa base est tronquée et son sommet arrondi. Il porte de grandes lenticelles. Les fruits sont isolés ou parfois groupés par deux.
- Noyau : il est elliptique et légèrement asymétrique, avec une base arrondie et une petite pointe (mucron). Il y a peu de sillons fibro-vasculaires.

## Agronomie
- Multiplication : l'arbre est multiplié par bouturage, les jeunes plants ont une croissance moyenne et donnent des plants adultes de vigueur moyenne.
- Sensibilités : l'arbre est sensible à la maladie de l'œil de Paon (Cycloconium oleaginum). Il est résistant au gel.
- Floraison : l'arbre a une floraison précoce, il est fortement auto-incompatible et demande à être pollinisé, par exemple par la Verdale de l'Hérault. Il est considéré comme pollinisateur de la Lucques.
- Production : les jeunes arbres sont lents à mettre à fruit (entre 5 ans et plus), ils sont sujets à une alternance moyenne.
- Olives : on les utilise pour la production d'huile (récolte mi-novembre à mi-décembre) ou la conserverie (olives vertes ou tournantes en octobre).

## Caractéristiques des produits

### La confiserie
Le fruit est gros, ce qui le rend particulièrement intéressant pour la confiserie. En olive tournante, la chair a un goût de rose typique ou de violette.

### L'huile
C'est une huile produite en fruité mûr ou fruité noir. Ce qui la caractérise est l'ensemble des saveurs du fruit du lychee.
Elle a des arômes frais et herbacés. Bien qu'onctueuse, elle reste légère en bouche avec une douceur un peu sucrée, son amertume et son ardence sont faibles, l'harmonie en bouche est bonne. Le rendement est moyen, entre 10,3 % à 11,9 %.

## Sources